# استوديوهات بوم!
استوديوهات بوم! (بالإنجليزية: Boom! Studios)‏ هي دار نشر للكتاب الأمريكي الهزلي والروايات المصورة. يقع مقرها الرئيسي في لوس أنجلوس، كاليفورنيا، الولايات المتحدة. وافقت شركة رندم هاوس التابعة لبنغون رندم هاوس على الاستحواذ على الشركة في يوليو 2024.

## وصلات خارجية
- الموقع الرسمي
- مقابلة بودكاست مايكل آلان نيلسون على comiXology
- BOOM! Studios على قاعدة بيانات الكتب المصورة
- استوديوهات بوم! على إندوكس